# Бойко, Владимир Генрихович
Влади́мир Ге́нрихович Бо́йко (род. 26 марта 1956, Красноярск, СССР) — советский и российский журналист, редактор, переводчик, эссеист, поэт. Заместитель главного редактора газеты «Вперёд», первый главный редактор газеты «Вечерний Обнинск» (1995—1998), шеф-редактор газеты «Час пик» (2009—2011), первый главный редактор «Обнинской газеты» (2011).

## Биография
Родился 26 марта 1956 года в Красноярске. Жил в Донбассе, а в 1964 году в восьмилетнем возрасте переехал с родителями в Обнинск Калужской области. В 1973 году окончил школу № 2.
В 1973—1978 годах учился на кафедре экономической географии зарубежных социалистических стран географического факультета Московского государственного университета имени М. В. Ломоносова. Научным руководителем на втором курсе был И. М. Маергойз, затем — после смерти Маергойза — Н. В. Алисов.
[Алисов] приложил все усилия к тому, чтобы Володя Бойко не отправился по распределению в одно из районных (в Семипалатинской области) подразделений ЦСУ Казахстана. Дело в том, что его подопечный — житель калужского Обнинска за пять лет учебы так и не женился на москвичке и в силу определенной жизненной позиции («кривая вывезет») своевременно не озаботился получением приглашения на работу от одной из обнинских организаций. И Николай Васильевич постарался устроить его в Москве в одну из престижных тогда фирм. По вине Володи, который, как он говорит, «ни на какие устраиваемые им для меня встречи не являлся», «затея сорвалась, концепция рухнула». И вот проявилось ещё одно качество профессора Алисова — его требовательность.

Володя Бойко вспоминает, как он, завалив сроки сдачи диплома, которым руководил Николай Васильевич, выслушал на защите всё, что профессор думает о нём. Это было сказано не кулуарно, а в глаза студенту. Преподанный урок и полученная четвёрка вместо планировавшейся пятерки помнятся и сейчас. Сегодняшней работоспособности и талантам своего друга по-доброму завидуют другие авторы этого мемуара.
Недолгое время работал учителем географии в школе.
Входил в обнинское литературное объединение «Шестое чувство». Корреспондент, затем заместитель главного редактора обнинской газеты «Вперёд». Первый главный редактор газеты «Вечерний Обнинск» (1995—1998). Стажировался в США как журналист.
В 1998—2008 гг. жил в Москве и работал в небольшом американском информационном агентстве Federal News Service. С 2009 по 2011 годы — шеф-редактор обнинской газеты «Час Пик». Первый главный редактор «Обнинской газеты» (2011).

### Семья
- Бывшая жена — Ольга Анатольевна Думачёва (р. 1962), советская и российская журналистка, редактор, бизнес-консультант[12].

## Общественная позиция
В 2022 году подписал письмо в поддержку российского военного вторжения на Украину.

## Предпочтения
«Любимая поэзия — Блейк и битники, любимая проза — Набоков и Платонов, любимое кино — Тарковский и Джармуш, любимая музыка — блюз и рок-н-ролл».

## Цитаты
Валерий Прокошин, 2002:
Из всех обнинских поэтов я ценил тогда лишь Володю Бойко, мне до сих пор жаль, что он бросил поэзию.
Сергей Коротков:
Впрочем, гимнов Обнинску не писал только ленивый: даже Владимир Бойко, в своё время один из лучших журналистов города, сподобился на такие сентиментальные строки: «Город-заповедник, город-лес, с фёдоровской вышкой до небес!» Не знаю, что на него вдруг нашло!

### Публикации Владимира Бойко

#### Книги
- Бойко Владимир. Слово: Стихи. — М.: Прометей, 1989.

#### Переводы
- Кент Маргарет. Как выйти замуж. — Рига: Атбаллс, 1991. — 256 с. — 100000 экз. — ISBN 5-87434-001-7.

#### Отдельные публикации
- Бойко Владимир. Дед // Молодой ленинец. — 25 марта 1989 года.
- Бойко Владимир. Никогда не жалеть // Дети Ра. — 2009. — № 8 (58).
- Бойко Владимир. «Как ветра ищет парус…» // Обнинск. — № 32 (3276). Архивировано 12 ноября 2013 года.
- Бойко Владимир. Газета мечты (недоступная ссылка — история) // Час пик. — 28 мая 2010 года.
- Бойко В. Г., Вихарев А. О., Смирнов С. Н. Динозавр: взгляд в семидесятые // Глобальная социально-экономическая география: Сборник научных трудов памяти Н. В. Алисова / Под ред. Н. А. Слуки. — М.—Смоленск: Ойкумена, 2011.
- Бойко Владимир. Млечный город (недоступная ссылка — история) // Час пик. — 23 июня 2011 года.
- Бойко Владимир. Побеги и корни (недоступная ссылка — история) // Обнинская газета. — 1 декабря 2011 года.
- Бойко Владимир. Много букв из «перестроечной публицистики» // Livepark.pro. — 11 ноября 2013 года.

### О Владимире Бойко
- Коротков Сергей Сколько в Обнинске «Доновпедров»? (часть вторая) // Обнинск.Ru
- Коротков Сергей Сколько в Обнинске «Доновпедров»? (часть третья) // Обнинск.Ru.
- Прокошин Валерий Литобъединения, которые мы выбираем.